# Михаел Хојпл
Михаел Хојпл био је градоначелник Беча од 1994. до 2018. године. Члан је Социјалдемократске партије Аустрије.

## Биографија
Завршио је Универзитет у Бечу где је студирао зоологију. Од 1975. до 1983. је радио у бечком природњачком музеју. Од 1975. до 1978. је био на челу Савеза студената социјалиста Аустрије (подмладак СДПА). У градску скупштину Беча је изабран 1983. а 1988. је постао саветник за спорт и животну средину. Дошао је на чело СДПА за Беч 1993. а 7. новембра 1994. је сменио популарног градоначелника и партијског колегу Хелмута Цилка. На изборима 1996. СДПА је добила 43 места у градској скупштини (од 100) односно 39,15% гласова, на изборима 2001. 52 места (46,91%), на изборима 2005. 55 места (49,09%) а на изборима 2010. 49 места (44,34%). У периоду од 1996. до 2001. СДПА је управљала градом у коалицији са Аустријском народном странком а од 2010. се налази у коалицији са Зеленим Беча.
Највеће резултате је остварио у области здравства и заштите животне средине.